# Aspidiotus ophiopogonus
Aspidiotus ophiopogonus är en insektsart som beskrevs av Kuwana in Kuwana och Muramatsu 1932. Aspidiotus ophiopogonus ingår i släktet Aspidiotus och familjen pansarsköldlöss. Inga underarter finns listade i Catalogue of Life.